# Narach (Lago)
El lago Nárach  (en bielorruso: На́рач) con una extensión de 75,9 km² y profundidad máxima de 25 m es el mayor lago de Bielorrusia.
El lago está situado en la parte norte del país dentro de la región de Minsk, en la cuenca del río Víliya.
Forma parte de un grupo más extenso de lagos denominado grupo de lagos Nárach (los otros son Miastra, Batoryn, Blédnaye). Está rodeado de bosques de pinos. El río Nárach nace en este lago.
El lago es un destino turístico del país.

## Toponimia
El nombre del lago probablemente proviene de la raíz indoeuropea nar, ner, que a menudo se encuentra en los nombres de cuerpos de agua (por ejemplo, los ríos Nara y Neris).

## Geografía
El lago se encuentra en la provincia de Minsk, en la región de Miadziel, a 4 km al oeste de la ciudad de Miadziel.

## Historia
Durante la Primera Guerra Mundial, el área circundante fue un punto focal de la Ofensiva del Lago Naroch (marzo-abril de 1916), una operación ofensiva inconclusa montada por las fuerzas del Ejército Imperial Ruso contra el Ejército Alemán. En 1919, el compositor alemán Siegfried Wagner puso música a un poema de Günther Holstein (1892-1931) sobre una batalla militar, llamado «Nacht am Narocz» (Noche en el lago Nárach).
En la década de 1930, los pescadores de Nárach se levantaron contra las autoridades polacas defendiendo su derecho a explotar el lago. El motivo de la huelga fue el establecimiento de altos alquileres por parte del gobierno polaco y la transferencia del lago Nárach a la Dirección de Bosques del Estado, que prohibió la pesca libre. Cerca de 5.000 campesinos participaron en la huelga. En 1937, un poeta bielorruso Maksim Tank  escribió un poema "Nárach" sobre la lucha de los pescadores.
En 1999, fue creado el Parque nacional Narachanski.

## Fauna
En Nárach se encuentran 25 especies de peces, que incluyen perca, anguila, lucio. En el lago y en los alrededores hay zonas de anidación de cisnes mudos, charrancitos, águilas pescadoras y zampullines.

## Galería

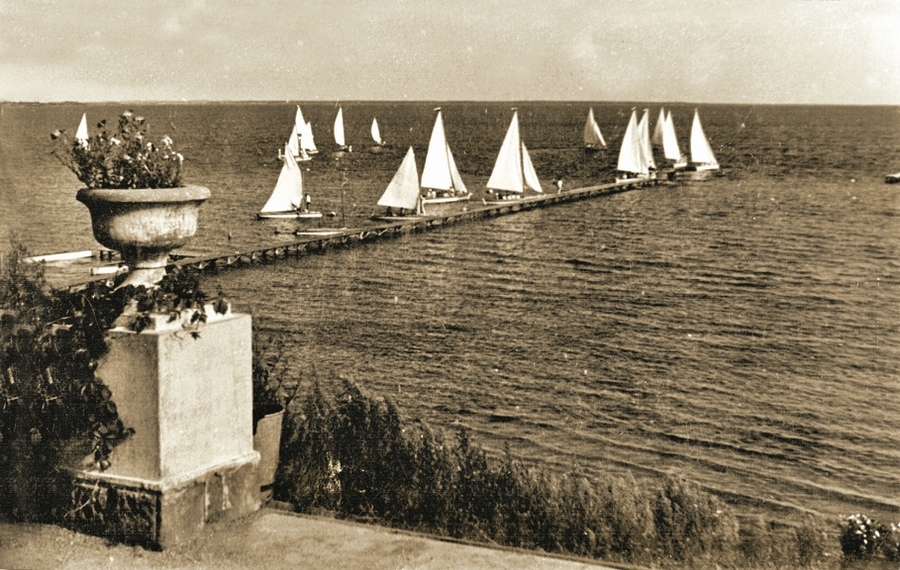
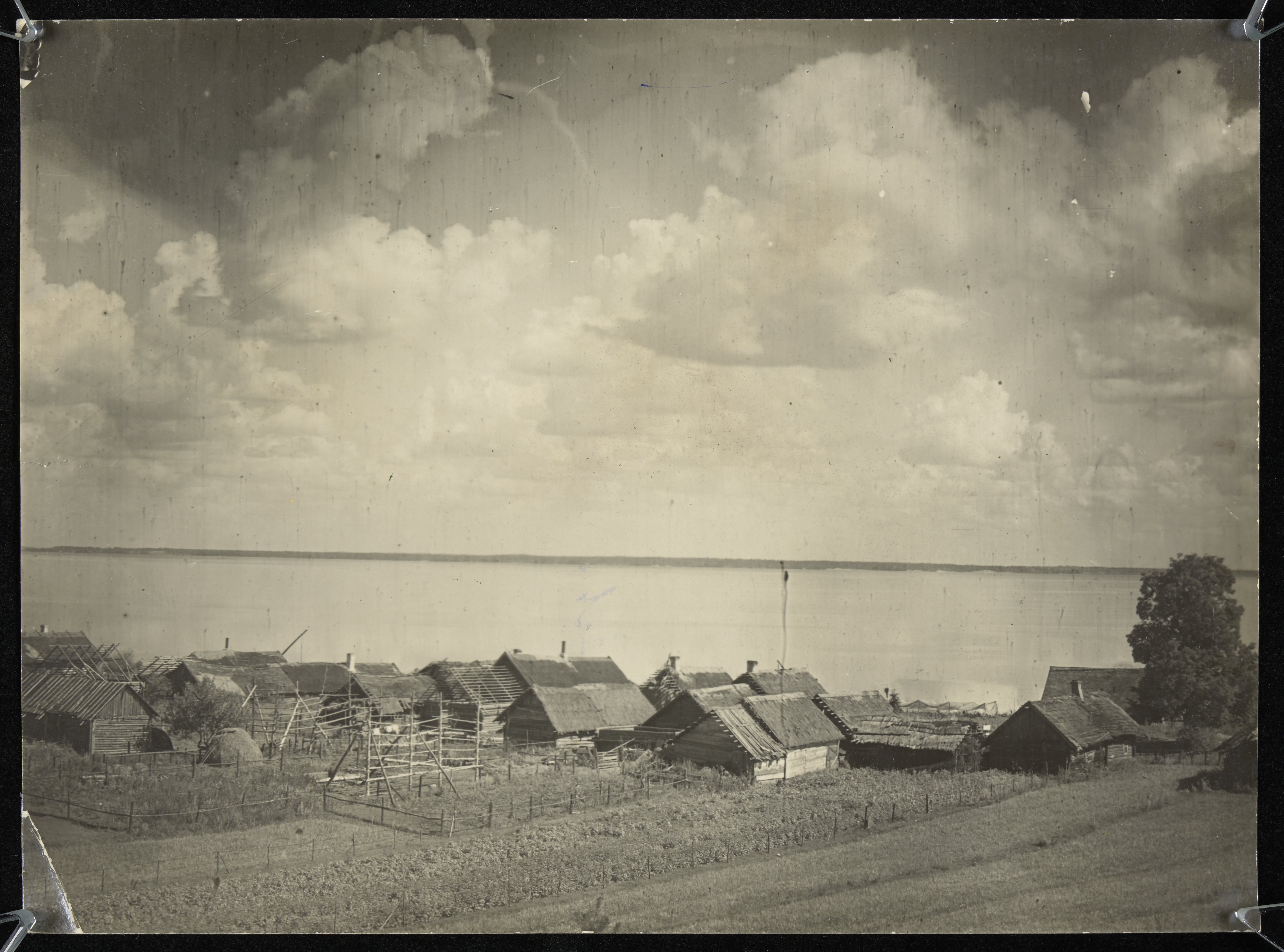
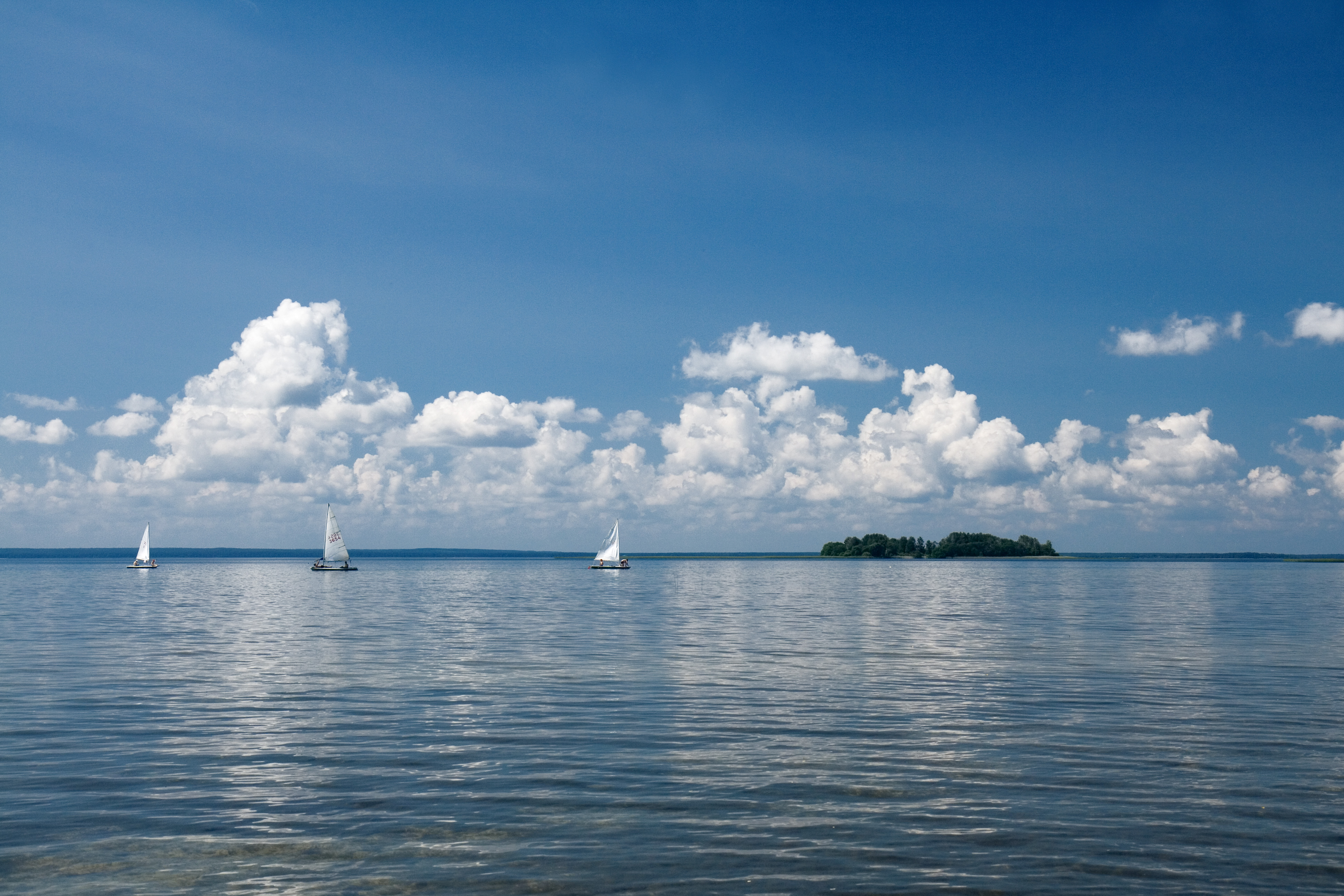
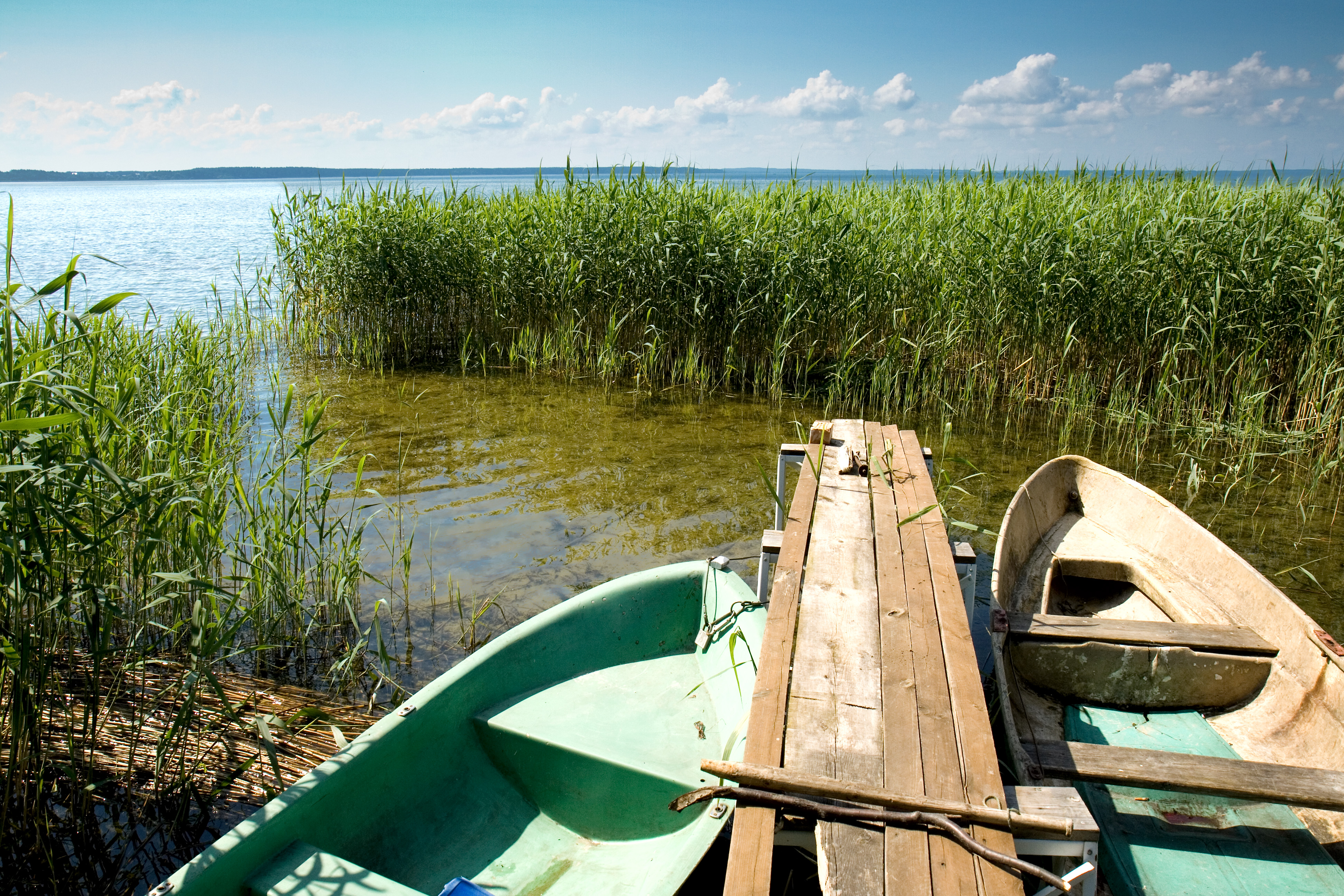